# Troy Bell
Troy Delvon Bell (Minneapolis, 10 novembre 1980) è un ex cestista statunitense, professionista nella NBA, in Spagna e in Italia.

## Carriera
Cresce cestisticamente presso il Boston College; qui segna il nuovo record di punti dell'università con un totale di 2.632, infrangendo il primato precedente realizzato da Dana Barros. Al termine della stagione 2002-03 arriva ad essere eletto miglior giocatore della Big East Conference.
Al draft NBA 2003 viene scelto al primo giro dai Boston Celtics, alla posizione numero 16, ma è subito girato ai Memphis Grizzlies a seguito di uno scambio.
Nel dicembre 2004 sbarca in Spagna al Real Madrid, club con cui disputa anche l'Eurolega sostituendo l'infortunato Louis Bullock. Successivamente seguono due brevi parentesi, una coi tedeschi degli Skyliners Francoforte e l'altra con i New Orleans Hornets in NBA.

Dopo aver tentato la strada del pugilato rimane in patria, giocando la D-League con gli Albuquerque Thunderbirds. Nel corso della stagione 2006-07 viene poi girato agli Austin Toros.
La prima esperienza italiana risale alla stagione 2007-08, quando viene ingaggiato dalla Pallacanestro Biella in serie A: il suo tabellino è di 15,6 punti e 4,1 rimbalzi per partita. Nel marzo 2008 approda alla Fastweb Casale Monferrato (campionato di Legadue) dove raccoglie l'eredità di Taquan Dean, messo K.O. da un infortunio muscolare, collezionando 21,1 punti a gara. Nell'estate 2008 Troy Bell firma un contratto con la Vanoli Soresina, anch'essa in Legadue e la porta, con 24 punti nella partita promozione contro la Dinamo Sassari, in serie A1. Chiude i playoff come miglior marcatore del campionato.
Dopo una stagione passata nella massima serie del campionato italiano, che l'ha visto tra i protagonisti della salvezza cremonese, Troy Bell firma un contratto con i francesi del Basket Orleans Loiret, dove raggiunge un altro ex Vanoli, J.R. Reynolds.
A inizio 2011, il giocatore lascia la squadra francese e si trasferisce alla Pallacanestro Reggiana, firmando un contratto fino a fine stagione. Nel gennaio 2012 la Pallacanestro Sant'Antimo, che in quel momento occupava l'ultimo posto in classifica in Legadue, cerca di risollevarsi col suo ingaggio a stagione in corso. Egli si rivelerà fondamentale per la squadra campana che raggiungerà la salvezza all'ultima giornata di campionato, piazzandosi terzultima. Il cestista statunitense chiuderà la stagione con 23,2 punti di media a partita, 49,6% dalla corta distanza, 40,0% dalla lunga distanza, 89,2% dalla lunetta. Nell'estate 2012 sbarca in terra sicula, dove si presta a disputare il campionato di Legadue con il Basket Barcellona. A febbraio 2013 ha risolto il contratto con il club siciliano ed è stato ingaggiato nuovamente dalla Pallacanestro Reggiana per il campionato di serie A. Nell'aprile del 2014 vince l'EuroChallenge con Reggio Emilia.

## Palmarès
- EuroChallenge: 1

Pallacanestro Reggiana: 2013-14